# Blokbeeld

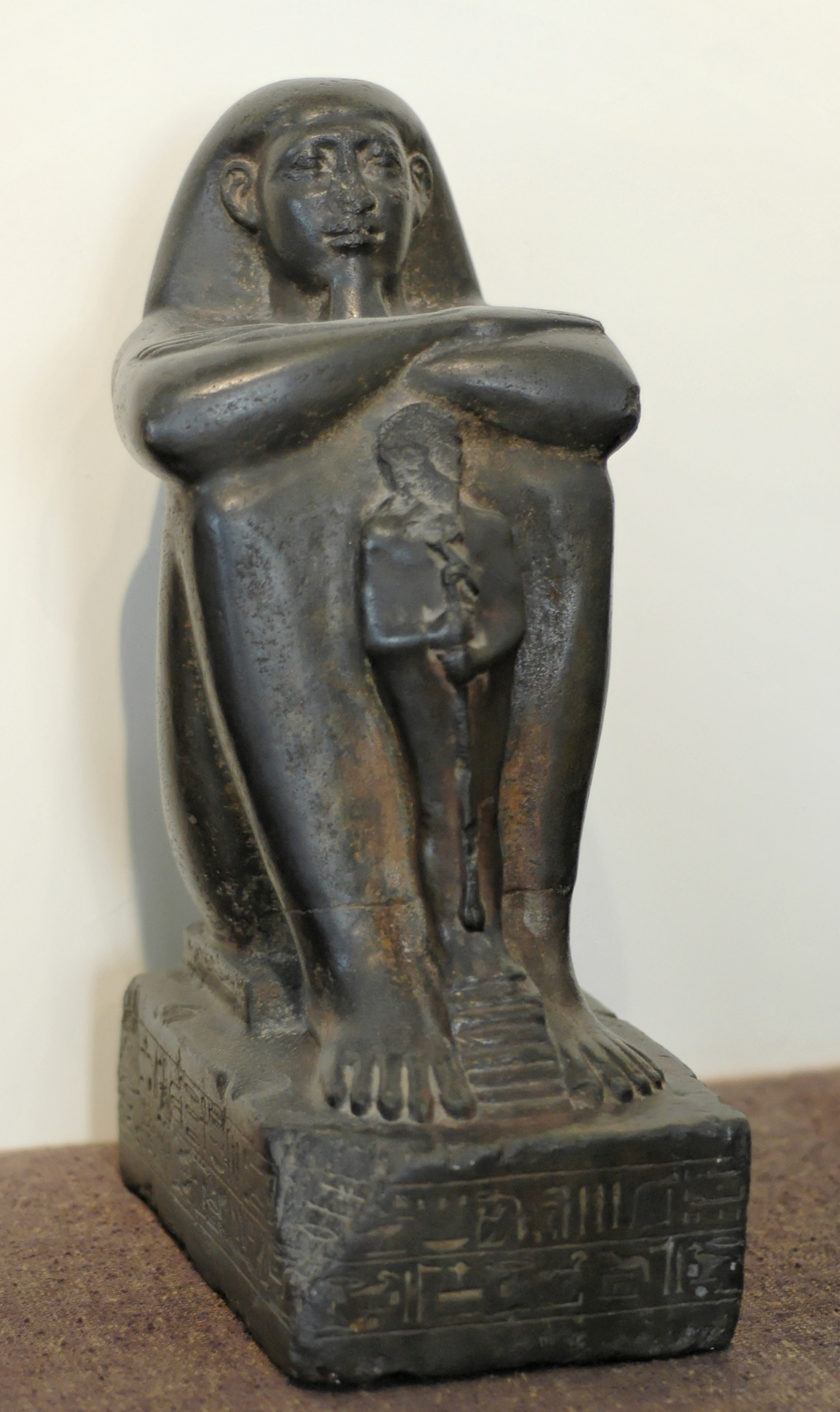
blokbeeld van Pa-Ankh-Ra

Een blokbeeld is een type sculptuur dat in het Oude Egypte voorkwam. De afgebeelde personen werden op een zeer bijzondere manier voorgesteld. Ze zitten gehurkt met hun knieën die reiken tot aan hun kin. De beelden waren soms extreem kubusvormig, terwijl in sommige gevallen er meer naar een kubusvorm werd gestreefd zonder dat de karakteristieken van het lichaam verloren gingen. Oorspronkelijk waren blokbeelden bedoeld als bewakers bij de poorten van een tempel, maar ze kwamen al zeer snel in de privé-kunst. Ze werden veel gebruikt omdat er door hun kubusvorm vijf of zes zijden waren waarop hiërogliefen konden worden aangebracht. In het Middenrijk werden de beelden geïntroduceerd en ze waren toen zeer populair. Door de hele geschiedenis van Egypte heen zijn ze populair gebleven. In de Late periode werden ze zelfs toonaangevend.